# Hollevoeterbrug

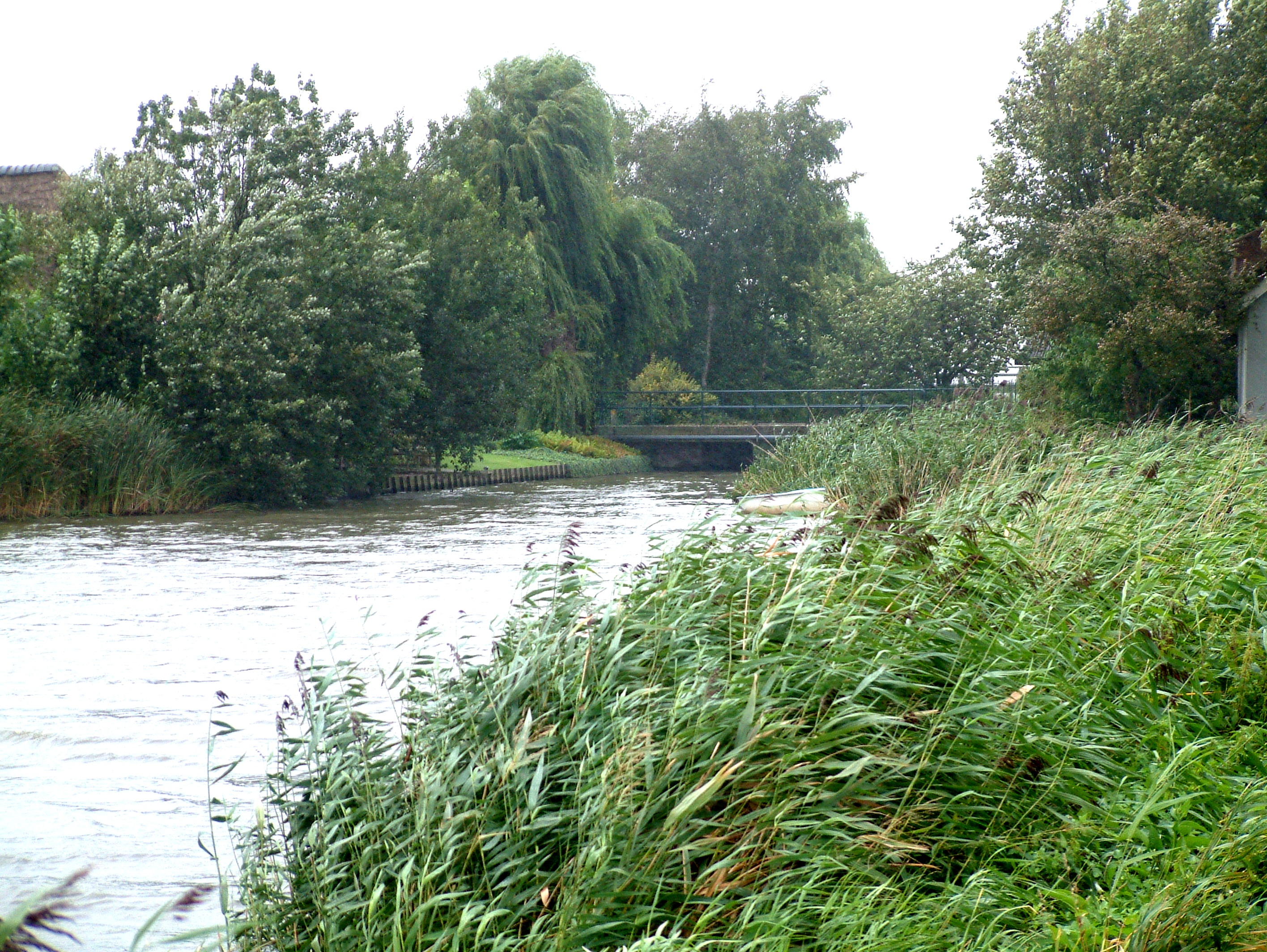
Pont sur la Rotte

Hollevoeterbrug est un hameau situé dans la commune néerlandaise de Zuidplas, dans la province de la Hollande-Méridionale. Il est situé à l'ouest de Moerkapelle, près d'un pont sur la Rotte, qui a donné son nom au hameau.